# Wouter Hanegraaff
Wouter Jacobus Hanegraaff (* 10. dubna 1961 Amsterdam) je nizozemský historik a religionista, společně s Antoinem Faivrem jeden z průkopníků akademického studia západního esoterismu. K jeho dílům patří například Western Esotericism: A Guide for the Perplexed „Západní esoterismus: průvodce pro zmatené“ z roku 2013, byl také hlavním editorem dvousvazkového Dictionary of Gnosis and Western Esotericism, „Slovníku gnóze a západního esoterismu“, z roku 2005. K jeho hlavním tezím patří myšlenka, že esoterismus a magie představují v západním myšlení rejected Other „odmítnutého druhého“, vůči kterému se vymezuje jak náboženství, tak věda, a skrze kterého je tak formulována západní identita. V tomto duchu se jedná o jakousi zbytkovou kategorii, do které se odkládají odmítnuté myšlenky. Protože se pod slovem magie skrývaly v různých dobách a kontextech velmi odlišné koncepty, uvažuje Hanegraaff, že by bylo možná lepší, kdyby se ho akademický diskurz zcela zřekl. Přestože považuje esoterismus za výrazně heterogenní proud, domnívá se, že jednotícím prvkem je idea kosmoteismu.
Wouter Hanegraaff studoval v letech 1986 až 1990 na Univerzitě v Utrechtu kulturní dějiny se zaměřením na alternativní náboženství ve 20. století. Následně tam byl v letech 1992 až 1996 výzkumným asistentem na religionistickém ústavu a obhájil svou dizertační práci New Age Religion and Western Culture: Esotericism in the Mirror of Secular Thought, „Náboženství New Age a západní kultura: Esoterismus v zrcadle sekulárního myšlení“. V roce 1999 získal pozici profesora hermetické filosofie a příbuzných proudů na Amsterdamské univerzitě. V letech 2002 až 2006 byl prezidentem Nizozemské společnosti pro studium náboženství, v letech 2005 až 2013 prezidentem Evropské společnosti pro studium západního esoterismu. V roce 2006 byl zvolen členem Královské nizozemské akademie věd a umění.